# صندوق الدفاع الأوروبي
صندوق الدفاع الأوروبي (إي دي إف) هو أحد مكونات السياسة الأمنية والدفاعية المشتركة للاتحاد الأوروبي (سي إس دي بّي) والتي تهدف إلى تنسيق وزيادة الاستثمار الوطني في أبحاث الدفاع وتحسين قابلية التشغيل التوافقي بين القوات المسلحة الوطنية. وجرى اقتراح تأسيسه في عام 2016 من قبل رئيس المفوضية جان كلود يونكر وتأسس في عام 2017. ويتكون الصندوق من اتجاهين هما الاتجاه البحثي (90 مليون يورو حتى نهاية عام 2019 و500 مليون يورو سنويًا بعد عام 2020) واتجاه التطوير والاستحواذ (إجمالي 500 مليون يورو لعام 2019-2020 ثم مليار يورو سنويًا بعد عام 2020). وفي يوليو عام 2018 أعلنت المفوضية الأوروبية أن ميزانية صندوق الدفاع الأوروبي للأعوام 2021-2027 ستكون 13 مليار يورو. وجرت مراجعة هذا المبلغ لاحقًا من قبل المفوضية الأوروبية كجزء من ميزانية الاتحاد الأوروبي الجديدة المقترحة في 27 مايو عام 2020 بسبب جائحة فيروس كورونا، وبموجب المراجعة جرى تخصيص 8 مليارات يورو لصندوق الدفاع الأوروبي خلال فترة الميزانية هذه.

## الهدف
تشترك المفوضية الأوروبية في تمويل المشاريع الصناعية الدفاعية المشتركة وتدعم البحوث الدفاعية التعاونية عبر الاتحاد الأوروبي. وعلى وجه التحديد خططت لجنة يونكر وبذلت جهودًا غير مسبوقة لحماية الأوروبيين والدفاع عنهم. وتتمثل الخطة في أنه اعتبارًا من عام 2021 سيعمل صندوق الدفاع الأوروبي الكامل على تعزيز قاعدة صناعية دفاعية مبتكرة وتنافسية ويسهم في الاستقلال الذاتي الاستراتيجي للاتحاد الأوروبي. والاستقلالية الاستراتيجية هي قدرة الاتحاد الأوروبي على الدفاع عن أوروبا والعمل عسكريًا ضمن الجوار دون الاعتماد كثيرًا على الولايات المتحدة. ومع ذلك فإن الهدف من الاستقلال الاستراتيجي هو عدم التصرف عسكريًا بشكل فردي، ويمكن وصف الاتحاد الأوروبي بأنه غير تدخلي بطبيعته. ويشكل صندوق الدفاع الأوروبي جنبًا إلى جنب مع المراجعة السنوية المنسقة حول الدفاع والتعاون المنظم الدائم حزمة دفاع شاملة جديدة للاتحاد الأوروبي.

## المشاريع المتضمنة

### تطوير المعدات والتكنولوجيا
من خلال سلفين للصندوق اتخذت اللجنة المزيد من الخطوات لجعل التعاون الدفاعي حقيقة واقعة. وفي عام 2019 بدأت المفوضية أولى المشاريع الصناعية المشتركة ذات الصلة بالدفاع الممول من الاتحاد الأوروبي من خلال برنامج التنمية الصناعية الدفاعية الأوروبية. وقدم البرنامج الأول المتفق عليه مع الدول الأعضاء 500 مليون يورو كتمويل مشترك للتنمية المشتركة للقدرات الدفاعية خلال الفترة 2019-2020. تغطي هذه المجالات ذات الأولوية مثل الهواء والأرض والبحر والسيبرانية والفضاء:
- حماية القوات وتنقلها: للمساعدة في تطوير قدرات الكشف عن التهديدات الكيميائية والبيولوجية والإشعاعية والنووية أو أنظمة مكافحة الطائرات دون طيار.
- الاستخبارات والاتصالات الآمنة والسيبرانية: الوعي بالحالة والدفاع، والوعي بالظروف الفضائية وقدرات الإنذار المبكر، أو قدرات المراقبة البحرية.
- العمليات: لترقية أو تطوير الجيل التالي من قدرات الضربات الأرضية الدقيقة، وقدرات القتال البري، وقدرات القتال الجوي والأنظمة البحرية المستقبلية.
- الابتكار والشركات الصغيرة والمتوسطة: لدعم الحلول في الذكاء الاصطناعي والواقع الافتراضي وتقنيات الإنترنت، وكذلك لدعم الشركات الصغيرة والمتوسطة.
- يورودرون: من أجل قدرة حاسمة للاستقلال الذاتي الاستراتيجي لأوروبا.
- إي إس إس أو أر: لدعم الاتصالات العسكرية الآمنة والقابلة للتشغيل المتبادل.

### الأبحاث
خصص برنامج العمل لعام 2019 مبلغ 25 مليون يورو للبحث في مجال هيمنة الطيف الكهرومغناطيسي الكامل وتقنيات الدفاع التدميرية المستقبلية. وجرى تحديد هذين المجالين على أنهما ضروريان للحفاظ على ريادة أوروبا واستقلالها على المدى الطويل. وتنظر الدعوات إلى تقنيات الدفاع التدميرية المستقبلية في أفضل السبل التي يمكن أن يدعمها الاتحاد الأوروبي للتكنولوجيات التدميرية في الدفاع والتي قد تؤدي إلى تغييرات تحولية في الجيش. ويساعد هذا في تمهيد الطريق لصندوق الدفاع الأوروبي الذي يمكن أن يخصص ما يصل إلى 8% من ميزانيته للتقنيات التدميرية. وفي يونيو عام 2018 اقترحت المفوضية تخصيص 13 مليار يورو للصندوق للفترة 2021-2027. والهدف هو دعم مشاريع الدفاع التعاونية طوال دورة البحث والتطوير بأكملها. ومن المقرر أن يتبنى مجلس الاتحاد الأوروبي والبرلمان الأوروبي الاقتراح بحلول عام 2019.